# ۱۰۴۵ (قمری)
۱۰۴۵ (قمری)، هزار و چهل و پنجمین سال در گاهشماری هجری قمری است. اول محرم این سال برابر با هفدهم ژوئن سال ۱۶۳۵ میلادی است.

## درگذشتگان
ملاصدرا

## وابسته
- سعدیان